# ألبرت لو
ألبرت لو (بالإنجليزية: Albert Law)‏ هو سياسي بريطاني (وحمل سابقاً جنسية المملكة المتحدة لبريطانيا العظمى وأيرلندا)، ولد في 28 ديسمبر 1872، وتوفي في 22 أكتوبر 1956. في الانتخابات العامة في المملكة المتحدة 1923 ‏، انتخب عضو برلمان المملكة المتحدة الـ33 عن دائرة Bolton (UK Parliament constituency) ‏ (6 ديسمبر 1923 – 9 أكتوبر 1924) وفي الانتخابات العامة في المملكة المتحدة 1929 ‏، انتخب عضو برلمان المملكة المتحدة الـ35 عن دائرة Bolton (UK Parliament constituency) ‏ (30 مايو 1929 – 7 أكتوبر 1931).